# Mosqueruela
Mosqueruela é um município da Espanha na província de Teruel, comunidade autónoma de Aragão. Tem 265 km² de área e em 2021 tinha 531 habitantes (densidade: 2 hab./km²).
Mosqueruela possui um centro urbano declarado Conjunto Histórico-Artístico em 1982. A 10 quilómetros dali, existe um conjunto de pinturas rupestres levantinas, que salpicam o barranco Gibert e são património mundial. Localiza-se a 1 471 metros acima do nível do mar, sendo um dos exemplos de arte rupestre mais elevadas da Península Ibérica.

## Demografia
| Variação demográfica do município entre 1991 e 2004 | Variação demográfica do município entre 1991 e 2004 | Variação demográfica do município entre 1991 e 2004 | Variação demográfica do município entre 1991 e 2004 |
| --------------------------------------------------- | --------------------------------------------------- | --------------------------------------------------- | --------------------------------------------------- |
| 1991                                                | 1996                                                | 2001                                                | 2004                                                |
| 722                                                 | 719                                                 | 712                                                 | 726                                                 |